# Kępa Polska
Kępa Polska – wieś sołecka w Polsce położona w województwie mazowieckim, w powiecie płockim, w gminie Bodzanów. W latach 1975–1998 miejscowość administracyjnie należała do województwa płockiego.
| SIMC    | Nazwa          | Rodzaj     |
| ------- | -------------- | ---------- |
| 0560437 | Kępa-Czerwonki | przysiółek |

W Kępie Polskiej znajduje się stacja pomiarowa Wisły Instytutu Meteorologii i Gospodarki Wodnej.

## Etymologia nazwy
Kępą nazywano zwykle część wybrzeża rzeki, oderwanego od lądu przez wytworzenie się jej bocznego koryta lub też wyspę powstałą przez nagromadzenie się piasku i mułu. Wisła i wpadające do niej rzeki tworzą dużo kęp, noszących nazwy od przyległych wiosek i osad. A mówi się o niej 'polska', bo pod koniec XVIII w. istniała osada niemiecko-holenderska z cmentarzyskiem (Kępa Niemiecka) między Kępą Polską a Białobrzegami.

## Historia wsi

### Wieś-gniazdo rodziny Kępskich
Już od 1408 wieś była gniazdem rodziny Kępskich herbu Jastrzębiec z przydomkiem Bolesta. W 1622 r. Paweł potomek rodu Kępskich, będąc bezdzietny, odstąpił dobra Adamowi Kossobudzkiemu, wojewodzie mazowieckiemu. Syn jego Jan w czasie zjazdu elekcyjnego w Warszawie w 1634, poranił Kazimierza Sapiehę, wojewodzica nowogródzkiego i skazany został przez sąd marszałkowski na ścięcie i konfiskatę dóbr..

### Okres Lasockich i Żółtowskich
Król nadał Kępę Marcjanowi Chełmińskiemu, podkomorzemu krakowskiemu, którego syn Jan, łowczy krakowski, odstąpił ją dzierżawcy od 1639, Walentemu Lasockiemu, sędziemu ziemskiemu wyszogrodzkiemu. W 1658 roku Władysław Lasocki otrzymał prawo założenia w Kępie miasta, co jednak nie doszło do skutku. W 1694 roku Michał Lasocki, podkomorzy wyszogrodzki, odstąpił Kępę z częścią Białobrzegów Wojciechowi Żółtowskiemu, sędziemu grodzkiemu, a następnie w 1731 r. dobra przejął jego syn, też Wojciech.

### Okres rodziny Nakwaskich
Od 1763 właścicielem majątku Kępa Polska był Klemens Nakwaski h. Prus podkomorzy wyszogrodzki i poseł na Sejm Rzeczypospolitej. Ufundował kościół w Kępie Polskiej pod wezwaniem św. Klemensa (ok. 1783). Po nim dziedzicem Kępy Polskiej był syn jego, Jan Paweł – stolnik i cześnik wyszogrodzki. Po jego śmierci w 1828 roku, właścicielem został Mirosław Henryk Nakwaski, syn Franciszka Salezego Nakwaskiego a bratanek Jana Pawła Nakwaskiego, uczestnik powstania listopadowego. Po powstaniu listopadowym majątek uległ konfiskacji na rzecz państwa, a Henryk wyjechał na emigrację. W 1831 r. Anna Nakwaska z Krajewskich, jego matka, wykupiła zarekwirowane dobra od rządu. W 1852 r. majątek Kępę odziedziczyła jedna z córek, Henryka i Karoliny z Potockich - Karolina, żona Cypriana Walewskiego. Następne w 1859 r. odstąpiła część dóbr swojemu bratu Bolesławowi Nakwaskiemu. W 1889 r. część dóbr Bolesław sprzedał Stanisławowi Lasockiemu, a pozostałą, większą część majątku w Kępie, sprzedał w 1893 roku Jerzemu Bogusławskiemu. Ten nie mając potomstwa, w 1914 r. dobra przepisał wdowie po Bolesławie Nakwaskim, Jadwidze Nakwaskiej z Korwin-Szymanowskich.

### Okres po pierwszej wojnie światowej
Jadwiga Nakwaska była właścicielką dóbr Kępa Polska  do śmierci w 1937 r. Przed wybuchem wojny majątek liczący już tylko 101 ha przeszedł na rzecz Marii Korwin-Szymanowskiej (1888-1980), jej nie zamężnej bratanicy, córki Teodora Korwin-Szymanowskiego. Majątek nie był objęty dekretem o Reformie rolnej z 1944 r.

## Zabytki

### Założenie dworskie
Do dzisiejszego dnia zachowały się w centrum wsi pozostałości założenia parkowego z przełomu XVIII i XIX wieku, w tym blisko 60-metrowa aleja lipowa kończąca się letnim domem właścicieli. Dom drewniany dwukondygnacyjny, zbudowanym w latach 30. XX wieku na miejscu dawnego dworu. Z tego samego okresu co dom, zachowała się drewniana plebania przy kościele.

### Kościół św. Klemensa
Zasugerowano, aby ta sekcja została przeniesiona do artykułu Kościół pw. św. Klemensa w Kępie Polskiej. (dyskusja)
Według legendy, około 1700 roku w jednym z domów położonych nad samą Wisłą miała się ukazać Matka Boska. Niedługo potem mieszkańcy wioski wyłowili z nurtu rzeki obraz Matki Boskiej, pochodzący z początku XVII wieku przedstawiący scenę Zwiastowania. Na pamiątkę tych wydarzeń wybudowano drewnianą kaplicę w 1728 roku i obraz tam przeniesiono. W 1735 r. wizerunek Matki Boskiej przystrojony został srebrną sukienką ufundowaną przez Walentego Żółtowskiego, opata klasztoru benedyktynów w Płocku. W 1785 roku. fundatorem nowej murowanej świątyni był podkomorzy wyszogrodzki Klemens Nakwaski. Ołtarz główny jest neobarokowy z fragmentami snycerskimi i rzeźbami i z ninejszym obrazem. Na zasuwie jest obraz Św. Klemensa z końca XVIII w. Wyposażenie kościoła w większości pochodzi z końca XVII w. Wewnątrz kościoła umieszczone zostały klasycystyczne nagrobki zmarłych z rodu fundatorów świątyni. Długi czas świątynia była pod zarządem właściciela, a nie proboszcza parafii. Dziedzic utrzymywał przy kościele specjalnego kapelana. Obok kościoła, na miejscu domu, w którym miały być objawienia w 1700 r., stoi drewniana kapliczka. 